# ほんまかよこ
ほんま かよこ（本名：本間 香代子（読み同じ）、1985年8月27日 - ）は、日本のタレント、モデル、グラビアアイドル。
東京都品川区出身。東京都立蒲田高等学校、東京女子体育大学体育学部卒業。
「GREE芸能人ブログ」グラビアランキング1位、総合アクセスランキングでは8位を獲得した。

## 来歴
- SPA!×posh me!グラビアアイドルオーディションでグランプリを受賞。『週刊SPA!』の「美女タレント発掘プロジェクト どるばこ」で、グラビアデビュー。
- 2009年3月、「愛乃 かよこ」から「ほんま かよこ」に改名。同時にオフィシャルブログも「愛乃かよこの萌ぇる闘魂ブログ」から、現在の「きんにくおもい。」へとリニューアルしている。
- 2009年、実の妹、yoko（よーこ）とアイドルユニット「SisKY」（しすきー）を結成。1度だけイベントに出演[2]。
- 2010年、旅が好きなことから旅好き人間の集まり「100人100旅」のメンバーとして、「100人の旅の話を本にする」という企画に参加し、執筆活動を行う。
- 2010年11月、イタリアトスカーナ州の州都フィレンツェで、2009年より開催されている「フィレンツェ日本映画祭」の主催者、フィレンツェ在住のオペラ歌手、松本高明と友人であることから、「フィレンツェ日本映画祭 2010」で着物パレードへの参加やパフォーマンスの出演を行った[3]。
- 2017年10月、スポーツ新聞や週刊誌での温泉連載記事にレギュラーモデルとして採用されたことをきっかけに「温泉モデル」「温泉ナビゲーター」としても活動する。

## 人物
- キャッチコピーは「筋肉なお姉さんは好きですか？」
- デビュー当初は「はじける筋肉 むっちりボディ」。2013年ごろからは「はじける筋肉 むっちり太もも」としている。
- 体育大学出身で、中学と高校の保健体育の教員免許を持っている。
- JSBA公認スノーボードバッジテスト1級。
- スノーボードクロスの選手でもあり全日本選手権大会へ3度出場している。
- 大学時代よりスノーボードをはじめ、当時通っていた東京女子体育大学ではスノーボード部に所属し主将を務めた。部活の先輩に誘いを受けたことから、トリノ冬季五輪で正式種目となったスノーボードクロスに夢中になり、競技選手として大会にも参加している。[4]。
- きんにくがピークだった頃は、腹筋500回を毎日やっていた[5]。
- 腹筋を毎日500回やっていた頃は、部活（陸上部）に所属し、中・長距離を専門としていた。腹筋以外の筋トレは補強程度だったと、ザ・インタビューズのインタビュー内で答えている。また同インタビューの中で、「日々の生活の中で、筋肉を意識して日常の動作を行うことが癖になっている」とも述べている。
- 初めての海外旅行は一人で行くと決め、一人で台湾を訪れた[6]。
- 苗場スキー場でスノーボードスクールのインストラクターをしていたことがある。
- ロンドンオリンピックで女子の自転車トラック競技種目が増えたことや、2012年より新たにガールズケイリンがスタートすることに向け、修善寺にある競輪学校で開催された、人材発掘・選手育成を目的とした合宿「Girl’s summer camp 2011」に参加した。[7][8]

## 趣味・特技
- 趣味は筋肉観察、ワークアウト、ランニング、スノーボード、自転車、アウトドア、ひとり行動。
- 特技はスポーツ全般、スノーボード、腹筋、どこでも寝る。
- スポーツ経験、競技経験にスノーボード（JSBA公認スノーボードバッジテスト1級、スノーボードクロス全日本出場）、陸上競技（中・長距離、短距離、80H、100H）、ランニング、バレーボール、自転車（競輪）、ウェイクボード、ボルダリング、乗馬、サーフィン、登山、ボートなどを挙げている。
- 芸能人ボウリングチームに所属している

## 出演

### テレビ
- モバポスGREAT（2007年10月、日本テレビ）
- 中居正広の金曜日のスマたちへ（2007年、TBS）
- ズバリ言うわよ!（2007年 − 2008年、TBS）
- おせん（2008年、日本テレビ）
- 出没!アド街ック天国（2008年、テレビ東京）
- ギラギラ（2008年、テレビ朝日）
- SPORTS PROGRAM COMPLEX（2010年、J:COM東京） - 特集コーナーリポーター
- ピグ☆1（Pigoo HD、2013年4月）
- 慰謝料弁護士〜あなたの涙、お金に変えましょう〜 第5話（2014年2月6日、読売テレビ）
- 水曜ミステリー9　森村誠一サスペンス　刑事の証明7（2014年4月9日、テレビ東京） - ホステス 役
- マルホの女 第6話（2014年5月23日、テレビ東京） - 高級クラブ嬢 役
- 金曜プレステージ　西村京太郎サスペンス　十津川捜査班9「故郷」（2014年7月25日、CX） - ホステス 役
- 金曜ロードSHOW!特別ドラマ Dr.ナースエイド（2014年11月7日、日本テレビ） - 看護士 役
- 行列のできる法律相談所（2015年8月、日本テレビ）
- 婚活刑事（2015年、読売テレビ、日本テレビ系）
- BullRockTV（2017年3月9日、サンテレビ）
- 有吉ジャポン (2017年7月29日 TBSテレビ）
- PTAグランパ！（2017年、NHK-BSプレミアム） - PTA役
- 本能Z（2018年、CBCテレビ）
- アイQTV 〜大運動会〜（2019年、TOKYO MX2） - 審判

### CM
- 資生堂 ザ・コラーゲン（2012年）
- 日本コカ・コーラ コカコーラ・ゼロ（2012年）
- ASBee ASBee限定 Timberlandデッキシューズコレクション（2015年）
- コロプラ バトルガールハイスクール（2015年）
- JRA「JRAブランド」夏編（2016年） - サーファー 役
- アサヒ飲料「アサヒドデカミン」（2017年）
- HOIme「ポッピングボバ」（2019年）

### 映画
- 神様、パン買って来い！（堀井彩監督、ゆうばり国際ファンタスティック映画祭2013正式上映作品）
- 小川町セレナーデ（原桂之介監督、2014年10月4日、アイエス・フィールド）
- 馬の骨（桐生コウジ監督、脚本、2018年、オフィス桐生）
- 多動力 THE MOVIE（堀江貴文原作、ホリエモン万博2019にて上映） - 川西雅美 役

### Vシネマ
- 48days（2014年11月） - 市原 役
- 58days（2015年1月） - 市原 役
- 進撃の女人 〜pacific lamb〜（2015年1月） - バク 役
- 68days（2015年7月） - 市原 役
- 78days（2015年8月） - 市原 役

### WEB放送
- Tokyo Prom Queen（2008年、WEB短編ドラマシリーズ）
- きんにくミーティング！（2011年、Akiba.TV） - レギュラー、メインMC
- ピグ☆1（2013年、ニコニコ生放送）
- Dot+Net☆（2013年、ニコニコ生放送）
- ミスFLASHチャンネル（2014年、マイスマTV）
- グラドルバラエティ予備校（2016年、AbemaTV FRESH）

### ラジオ
- よーいちのトリプルエックス（2007年 − 2011年、富山シティFM） - 2011年よりレギュラー
- カンムリラジオ（2013年、ラジオ日本）
- イレブンミュージック火曜クリスタルビズ（2017年 -2018、レインボータウンFM） - 準レギュラーコンシェルジュ
- ほんまかよこのもりもり筋肉（2017年 -2019、entamediaJAPAN）
- 手束真知子のアイドル経営やっちゃいます！（2018年、ラジオクロニクル） - レギュラーアシスタント
- ほんまかよこのラジオ筋肉（2020年 -、entamediaJAPAN）

### 雑誌
- 週刊SPA!（2008年10月28日号、扶桑社）
- フォトテクニックデジタル（2011年6月号 No.41、玄光社）アスリート、スノーボードクロス選手として掲載
- Tarzan（No.652、マガジンハウス）
- Tarzan（No.654、マガジンハウス）
- Tarzan（No.657、マガジンハウス）
- るるぶ日帰り温泉 関東周辺'16（JTBパブリッシング）表紙、巻頭特集モデル
- 週刊大衆（双葉社）レギュラー温泉ナビゲーター
- 週刊アサヒ芸能（徳間書店）レギュラー温泉モデル
- グラビアプレス EX Vol.2（グラビアプレス編集部）
- 週刊FLASH（光文社）
- FLASHスペシャル（光文社）
- 週刊実話ザ・タブー（日本ジャーナル出版）撮り下ろしグラビア掲載

### モデル
- YOUUP 広告モデル（2008年）
- 海の家ファッションイベント ファッションショーモデル（2009年）
- 武市昌子杯 着付技術選手権 振袖モデル（2010年）
- 2011年PARCO冬のグランバザール 「読モ100人が踊るパルコアラダンス!!!」（2011年）
- カゴメ「野菜一日これ一本」キャンペーン 野菜シスターズ美人時計（2011年）
- ファリエロサルティ専門店「ファルファーラヌーボ」ストールモデル（2013年）
- フィットネスジム「NEXT Akasaka-Base」駅広告モデル（2021年）

### PV
- DOUBLE MICROPHONE ‐NAGISA
- TarO&JirO ‐ペロレラ・レボリューション
- DJ-g3 ‐BREEZE OF SHINE feat.NAGISA

### 舞台
- ファミリー・フェスティバル‐マットの大冒険vol.3〜夢と勇気と冒険と…〜（2008年、VARIETY☆OFFICE）
- アンコレクテッド〜セクシーコント芝居〜（2019年、ハツコイ・ユナイテッド）

### イベント・プロモーション
- NISSAN X-TRAIL JAM 雪番長ギャルズ（2006年）
- フィレンツェ日本映画祭2010（2010年11月、イタリアトスカーナ州フィレンツェにて開催）
- 東日本大震災そうま慰霊花火大会 〜ふるさと相馬の鎮魂と復興に舞い上がれ光明の大輪〜（2011年8月）
- OMIYA COLLECTION（2012年）MCとして出演
- MAC TOOLS 全国デモンストレーションキャラバン デモガール（2014年）
- GLAY×出川哲朗 YAVAINE動画（2014年） - 仕掛人、水着ギャル

## 書籍

### 著書
- 地球に残したぼくたちの足跡‐100人100旅プロジェクト第三弾作品（2010年8月、ユーフォーブックス）
- 30人30旅～旅好きの旅のハナシ-100人100旅プロジェクト（2017年3月、ユーフォーブックス）
- LIFE is わたしを歩く50色のメッセージ-100人100旅プロジェクト（2017年7月、ユーフォーブックス）

## 作品

### イメージDVD
- 筋肉なお姉さんは好きですか？（2017年12月22日、グラッソ ）
- ミスグラドル2018 発掘！グラドル文化祭（2018年10月26日、グラッソ）
- 筋肉なお姉さんにさわりタイ（2020年3月27日、グラッソ ）
- 密着濃厚旅～筋肉なお姉さんとGO TO XX～（2021年3月26日、スパイスビジュアル ）

### DVD
- 俳優になりたい君たちへ PART1（2012年12月） - ワークショップシーン受講生 役
- 俳優になりたい君たちへ PART2（2012年12月） - ワークショップシーン受講生 役

### 写真集
1. 「21debut」 ほんまかよこ14-15周年 Special memorial（2021年7月21日、Kindle Unlimited）
2. 「22White」 ほんまかよこ14-15周年 Special memorial（2021年8月31日、Kindle Unlimited）

### シングル
1. わたしのわがまま（2011年3月2日、デジタルシングル）
2. 秘密の味 〜テイスト・オブ・シークレット〜（2011年11月9日、デジタルシングル）

## その他
- FACE TOKYO‐GAL’s Memory
- 週刊SPA!連載企画 美女タレント発掘プロジェクト どるばこ FileNo.216（愛乃かよこ 名義）
- MOVIEFULL SEXYチャンネル‐69
- 激カワ☆アイドル図鑑
- iPhone用アプリケーション　ひめかの〜ひめくり彼女〜
- 東京スポーツ新聞 温泉連載記事レギュラー温泉モデル